# Захарова, Стелла Георгиевна
Сте́лла Гео́ргиевна Заха́рова (после замужества — Хлус; род.  12 июля 1963, Одесса) — украинская советская гимнастка, олимпийская чемпионка 1980 года, 12-кратная чемпионка СССР и многократная обладательница кубка Украины. президент украинской федерации гимнастики с 2004 года. Выступала на профессиональном уровне в 1977—1982 годах. Заслуженный мастер спорта СССР (1980), судья всесоюзной категории (1989).

## Биография
Родители Стеллы были служащими, в молодости занимались спортом. В 1970 году отдали её в спортивную школу. В 1973 году семья переехала в Кишинёв, где с юной гимнасткой занимается звёздный тренер Владимир Иванович Кукса.
Захарова одержала свою первую победу на Всесоюзной Спартакиаде учащихся 1976 года в многоборье. В том же году она стала второй на юниорском чемпионате страны. Выступала за спортивные общества «Трудовые резервы» и «Динамо». В 1977—1978 годах юная спортсменка одержала ряд побед в опорном прыжке и вольных упражнениях. Будучи хорошей прыгуньей, она стала первой женщиной, которая включила в свои вольные упражнения три двойных обратных прыжка кувырком.
Самым успешным годом для Стеллы стал 1979 год, когда она выиграла многоборье на кубке Америки, «Московских новостей» и кубке мира. На чемпионате мира в Форт-Уорте она была включена в состав сборной СССР, которая впервые не смогла стать чемпионкой в командном состязании на главнейших соревнованиях, проиграв румынкам во главе с Надей Команечи.
В 1980 году советские гимнастки взяли реванш на домашней для себя Олимпиаде в Москве. Захарова вновь выиграла многоборье на кубке мира. С 1981 года результаты спортсменки пошли на убыль.
После завершения спортивной карьеры, Стелла вышла замуж за футболиста киевского «Динамо» Виктора Хлуса, от которого родила сына Олега (1983) и дочь Кристину (1999). На Украине проводится кубок Стеллы Захаровой по гимнастике. Работала судьёй на соревнованиях. С 1989 по 1997 годы жила в Швеции с семьёй, работала тренером в частной спортивной школе. Окончила Киевский государственный институт физической культуры в 1985 году.
Сейчас живёт на Украине, занимается благотворительностью в международном фонде «Спорт и дети», сотрудничает с ООН. Была заместителем руководителя Народной партии Владимира Литвина по молодёжно-спортивному направлению.